# Родригес, Карлос Габриэль
Карлос Габриэль Родригес Орантес (исп. Carlos Gabriel Rodríguez Orantes; род. 12 апреля 1990, Панама) — панамский футболист, защитник сборной Панамы.

## Клубная карьера
Родригес начал карьеру в клубе «Чепо». В 2007 году он дебютировал в чемпионате Панамы,а уже спустя год для получения игровой практики на правах аренды недолго выступал за уругвайский «Дефенсор Спортинг». 11 февраля 2012 года в матче против «Атлетико Чирики» Карлос забил свой первый гол за «Чепо». В начале 2012 года Родригес перешёл в американский «Даллас». 11 марта в матче против «Нью-Йорк Ред Буллз» он дебютировал MLS. 15 июля в поединке против «Колорадо Рэпидз» Родригес забил свой первый гол за «буйволов».
В начале 2013 года Карлос вернулся в «Чепо». Отыграв сезон он перешёл в «Тауро». 25 января 2014 года в матче против «Сан-Франсиско» он дебютировал за новую команду. Летом того же года Родригес присоединился к колумбийскому «Форталеса Сипакира». 21 июля в поединке против «Онсе Кальдас» он дебютировал в Кубке Мустанга.
Летом 2015 года из-за недостаточного количества игрового времени Карлос вернулся на родину, подписав контракт с «Сан-Франсиско». 22 августа в матче против «Чоррильо» он дебютировал за новую команду. 9 апреля 2016 года в поединке против своего бывшего клуба «Тауро» Родригес забил свой первый гол за «Сан-Франсиско».

## Международная карьера
В 2007 году в составе молодёжной сборной Панамы Родригес принял участие в молодёжном чемпионате мира в Канаде.
11 августа 2011 года в товарищеском матче против сборной Боливии Карлос дебютировал за сборную Панамы.
В 2013 году Родригес помог сборной выйти в финал Золотого кубка КОНКАКАФ. На турнире он сыграл в матчах против сборных Мартиники, США, Кубы и дважды сборных Мексики. В поединке против кубинцев Карлос забил свой первый гол за национальную команду.
В том же году Родригес также в составе олимпийской сборной принял участие Панамериканских играх в Канаде. На турнире он сыграл в матчах против Перу, Канады, Мексики и Бразилии.

### Голы за сборную Панамы
| #   | Дата         | Место                       | Противник | Счёт | Результат | Соревнование      |
| --- | ------------ | --------------------------- | --------- | ---- | --------- | ----------------- |
| 01. | 20 июля 2013 | Джорджия Доум, Атланта, США | Куба      | 3:1  | 6:1       | Товарищеский матч |

## Достижения
Международные
 Панама
- Золотой кубок КОНКАКАФ — 2013